# Карлссон, Альбертина
Альбертина Карлссон (швед. Albertina Carlsson; 12 июня 1848, Стокгольм — 25 декабря 1930, Стокгольм) — шведский зоолог. Занималась преимущественно морфологией позвоночных.

## Биография
Альбертина Карлссон родилась 12 июня 1848 года в Стокгольме, в семье портного Андерса Петтера Карслссона и его жены Анны-Марии, урождённой Йонссон. Училась в приходской начальной школе, а затем посещала колледж для женщин-учителей в Стокгольме. Закончив обучение в 1868 году, она затем на протяжении тридцати семи лет работала учительницей в стокгольмских школах для девочек.
Под влиянием одного из преподавателей Зоологического института, Вильгельма Лехе (Wilhelm Leche), Альбертина начала интересоваться биологией. Не имея диплома и не занимая никакой официальной должности, она стала сотрудником в первом научном учреждении при Стокгольмском университете — Институте зоотомии. На протяжении сорока лет Альбертина, под руководством Лехе, проводила систематические исследования образцов, содержавшихся в коллекциях института (в частности, ископаемых). В 1884 году её первая самостоятельная работа, исследование по анатомии водоплавающих птиц, была опубликована в качестве приложения к изданию Шведской королевской академии наук. В следующем году она получила за неё премию Академии наук.
Основной областью интересов Карлссон была морфология хищников и насекомоядных юго-восточной Азии и Австралии. Она также занималась эмбриологией, филогенетикой и систематикой и опубликовала в общей сложности около 25 работ, включая несколько монографий. В 1927 году она стала почётным доктором Стокгольмского университета.
Альбертина Карлссон сохранила интерес к науке до преклонного возраста и нередко выступала по радио, призывая общественность поддержать деятельность Зоологического института. Она умерла 25 декабря 1930 года в Стокгольме.